# Portage (Indiana)
Portage – miasto w Stanach Zjednoczonych, w stanie Indiana, w hrabstwie Porter.